# IRX2
IRX2‏ (Iroquois homeobox 2) هوَ بروتين يُشَفر بواسطة جين IRX2 في الإنسان.